# Ylästö
Ylästö (en suédois : Övitsböle, est un quartier de Vantaa en Finlande,.

## Présentation
Le quartier est bordé au sud et à l'ouest par le Vantaanjoki, à l'est par les quartiers de Krakanoja et Pakkala, et au nord par les quartiers de Viinikkala et Tuupakka jusqu'au Kehä III. 
Sur la rive opposée du Vantaanjoki se trouvent les quartiers Vantaanlaakso et Kaivoksela ainsi que les quartiers Kaarela et Tuomarinkylä de la ville d'Helsinki,.

## Galerie

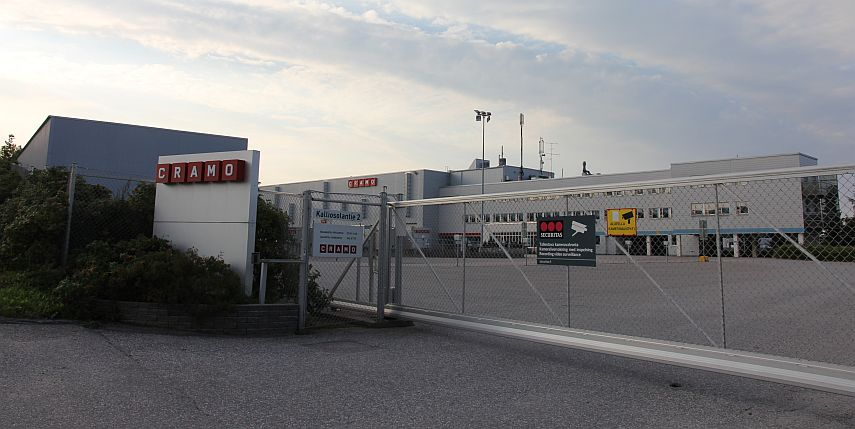
Siège social de Cramo rue Kalliosolantie.
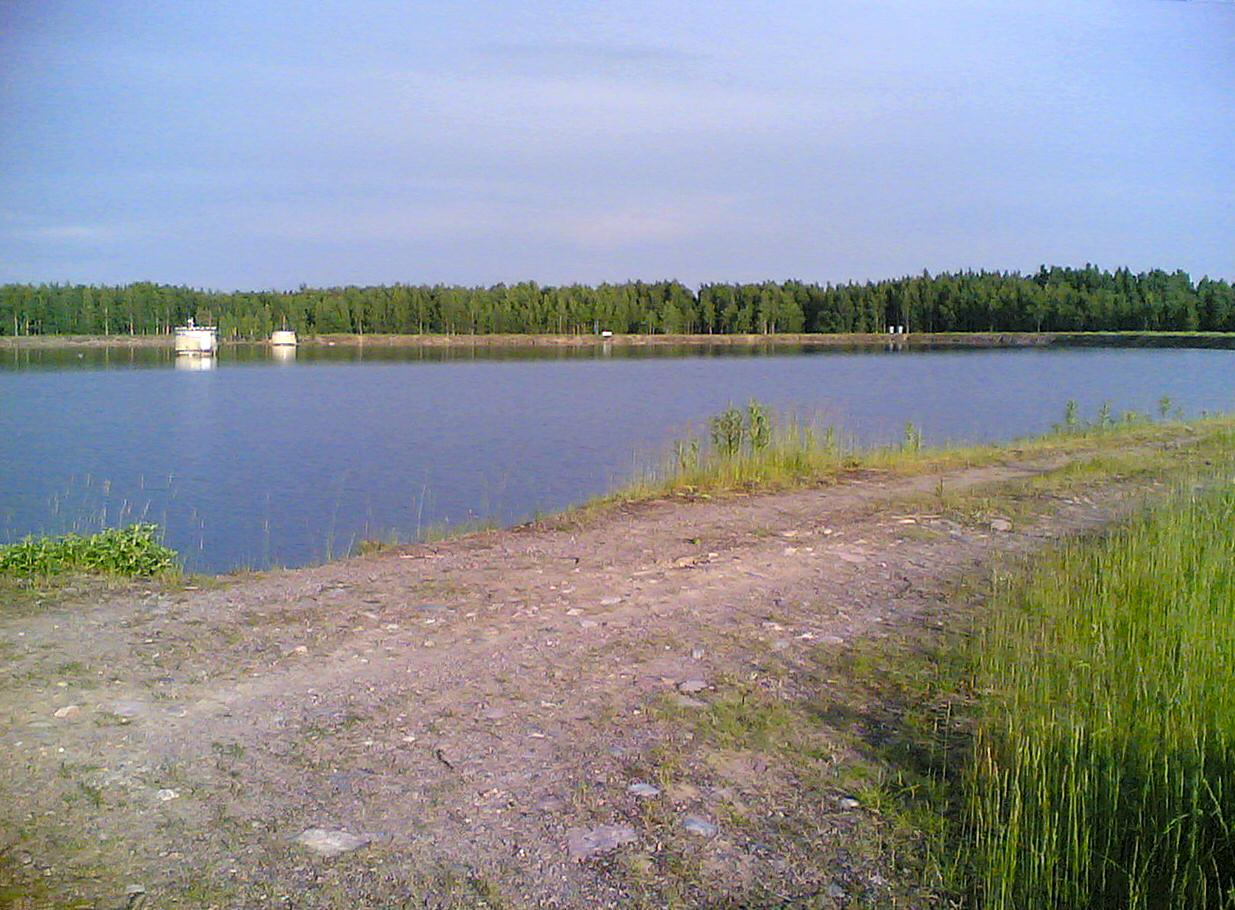
Lac artificiel de Silvola.
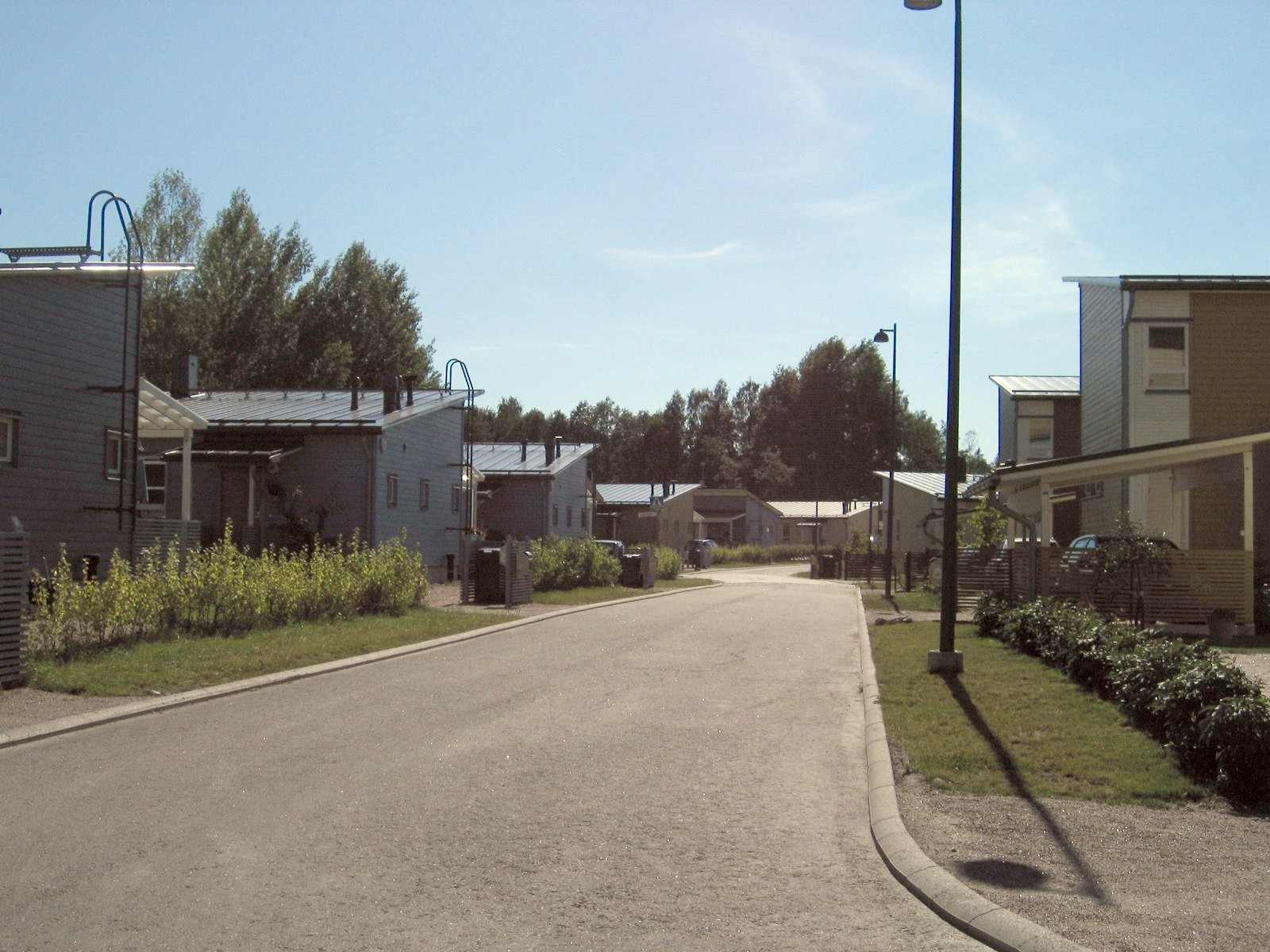
Puu-Ylästös.